# 松本哲夫
松本 哲夫 （まつもと てつお、1929年 - 2023年2月1日）は、日本の建築家、インテリアデザイナー、工業デザイナー。元、剣持デザイン研究所代表取締役。千葉大学都市･建築系同窓会では後進を育成するための「松本塾」を開催するなどしていた。鉄道車両のデザイン組織TDO(Transportation Design Organization)メンバーの一員であった。

## 来歴

### 工業デザイナーとして
デザイナーとしての仕事は建築や家具、輸送用機器まで多岐に渡る。剣持勇デザイン研究所時代には剣持勇とともにヤクルトの容器や農民車コマツを手掛け、鉄道車両では「快適公共空間としての鉄道車両」をモットーにJR東日本651系電車（1988年）、JR東日本251系電車（1990年）、新幹線300系電車量産車（1992年）、新幹線400系電車（1992年）を担当した。

### インテリアデザイナーとして
建築インテリアではホテル日航サイパン、京王プラザホテル札幌、広島ターミナルホテル、日本航空の特別待合室「サクララウンジ」、日本IBM社のオフィス、山形市庁舎を手掛けた。日本郵船のクルーズ船「飛鳥」や日本航空ボーイング747の内装も担当している。

## 略歴
- 1953年：千葉大学工学部建築学科卒業。通産省工業技術院産業工芸試験所技官。
- 1957年：株式会社剣持勇デザイン研究所チーフデザイナー
- 1971年：株式会社剣持勇デザイン研究所代表取締役就任
- 1973年：東京大学工学部建築学科非常勤講師（～1982年）
- 1977年：株式会社剣持デザイン研究所代表取締役
- 1979年：日本女子大学家政学部住居学科 非常勤講師 ～1997年
- 1983年：建設省建設大学校講師 ～1994年
- 1985年：愛知県立芸術大学美術学部 非常勤講師
- 2001年：同大学客員教授（～2005年）[4]

## 受賞
- 1958年：ブラッセル万国博日本館金賞（前川国男･山城隆一･渡辺義夫3氏と共に）
- 1963年：第9回毎日産業デザイン賞
- 1964年：ニューヨーク近代美術館20世紀デザインコレクション選定
- 1971年：第16回毎日産業デザイン特別賞（大阪万国博ストリートファニチャーデザイン）
- 1971年：日本インテリアデザイナー協会賞（JAL-B747のインテリアデザイン）
- 1975年：日本サインデザイン協会賞（新宿三井ビルサイン計画）
- 1995年：国際インテリアアーキテクト／インテリアデザイナー連合－IFI大賞
- 2008年：グッドデザイン・ロングライフデザイン賞（ヤクルトの容器デザイン）
- 2010年：第1回インテリアプランニングアワード2010優秀賞（霞山会館のインテリアデザイン）